# Hermann Plüddemann
Hermann Freihold Plüddemann (Kolberg, 17 luglio 1809 – Dresda, 24 giugno 1868) è stato un pittore e illustratore tedesco.

## Biografia
Plüddemann, nato in una ricca famiglia di armatori di Kolberg (oggi Kołobrzeg, Polonia), fu allievo del pittore Carl Sieg a Magdeburgo, Carl Joseph Begas a Berlino (1828) e Friedrich Wilhelm von Schadow presso l'Accademia d'Arte di Düsseldorf (1831). Dal 1832 espone a Dusseldorf. Nel 1839/1840, sulla base di un modello di Carl Friedrich Lessing, realizzò l'affresco monumentale Die Erstürmung von Ikonium (L'assalto di Iconio) per la Sala del Giardino del castello di Heltorf. Fino al 1846 fu membro della classe di maestri di von Schadow. Nel 1848 si trasferì a Dresda, dove ebbe stretti contatti professionali e privati con altri artisti, tra cui Hugo Bürkner, Theobald von Oer, Emil Ebers e suo cognato Adolf Erhardt. Federico Barbarossa e Cristoforo Colombo furono al centro del suo lavoro di pittore di storia. Le lettere di viaggio di Plüddemann dall'Italia e dalla Svizzera sono di interesse storico-culturale. Il nipote di Plüddemann, Martin Plüddemann, fu un compositore di ballate e canzoni, mentre suo nipote Richard Plüddemann fu architetto e architetto della città di Breslavia.

## Opere

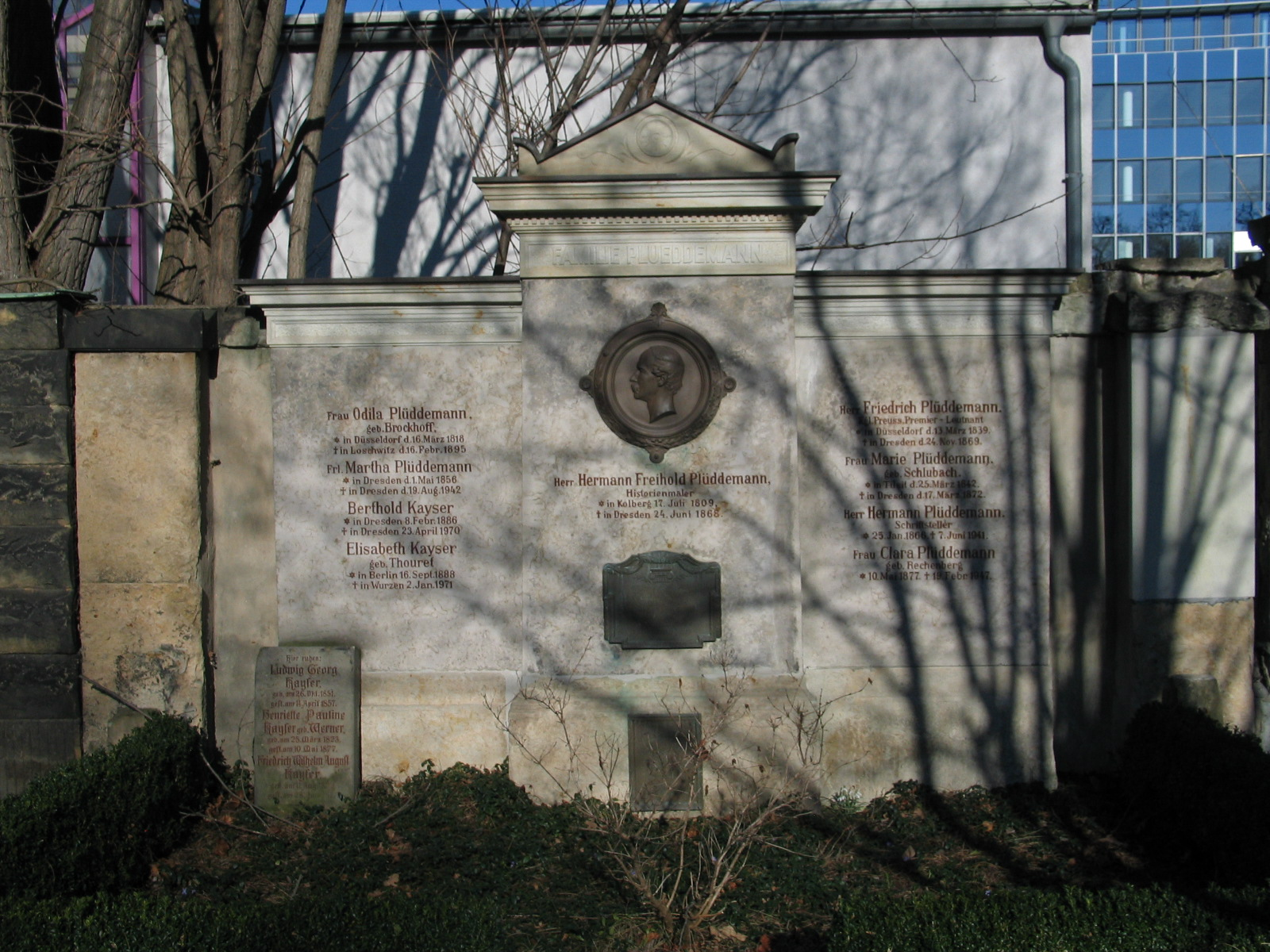
Tomba di Hermann Freihold Plüddemann nella Alter Annenfriedhof nella Dresdner Südvorstadt.

- Rolands Tod bei Roncesvalles (1834)
- Kolumbus und die Seinen erblicken Land (1836, Nationalgalerie Berlin, heute verschollen)
- Karl der Große als erster Gesetzgeber und Stifter von Kultur, Rittertum und höfischem Leben (1844)
- Ludwig der Eiserne lässt die widerspenstigen Ritter in den Pflug spannen
- Ermüdete Kreuzfahrer an einer Quelle
- Konradin auf dem Schafott
- Freskobilder Düsseldorfer Künstler im gräflich Speeschen Schloss Heltorf und Fresken im Rathaus Elberfeld (1844, 1945 zerstört)
- Der Tod Friedrich Barbarossas (1846)
- Heinrich IV. in Canossa (1863)
- Otto von Wittelsbach auf dem Reichstag in Besançon (Galerie in Dresden)
- Luther auf dem Reichstag in Worms (1864)

### Illustrazioni (selezione)

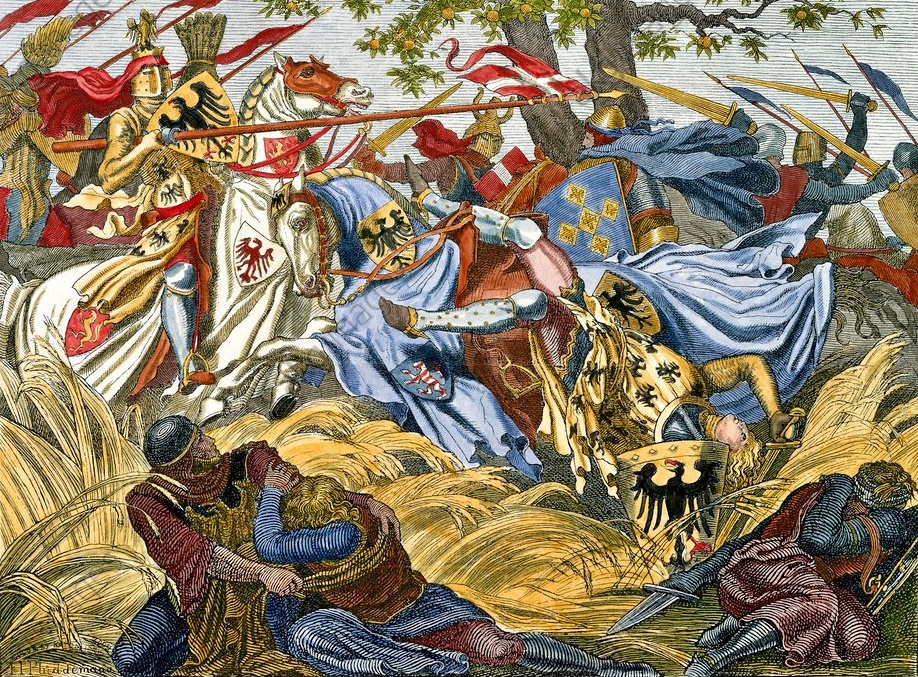
Hermann Plüddemann: Battaglia dei re tra Adolfo di Nassau e Alberto I d'Austria nella battaglia di Göllheim, 1298

- Illustrationen zu deutschen Sagen und Klassikern, u. A. Deutsches Balladenbuch (1852).

Edizione digitalizzata della Universitäts- und Landesbibliothek Düsseldorf:
- In:  Album deutscher Künstler in Originalradirungen. - Düsseldorf : Buddeus, 1841. Digitalisierte Ausgabe
- In: Deutsche Dichtungen mit Randzeichnungen deutscher Künstler. - Düsseldorf : Buddeus, (Bände 1–2) 1843. Digitalisierte Ausgabe
- In: Reinick, Robert. Lieder eines Malers mit Randzeichnungen seiner Freunde. - zwischen 1836 und 1852.
  - Lieder eines Malers mit Randzeichnungen seiner Freunde. -  Düsseldorf: Schulgen-Bettendorff, 1836, Probedruck. Digitalisierte Ausgabe
  - Lieder eines Malers mit Randzeichnungen seiner Freunde. - Düsseldorf: Schulgen-Bettendorff, 1838, farbige Mappen-Ausgabe. Digitalisierte Ausgabe
  - Lieder eines Malers mit Randzeichnungen seiner Freunde. - Düsseldorf: Schulgen-Bettendorff, 1838. Digitalisierte Ausgabe
  - Lieder eines Malers mit Randzeichnungen seiner Freunde. - Düsseldorf : Buddeus, zw. 1839 und 1846. Digitalisierte Ausgabe
  - Lieder eines Malers mit Randzeichnungen seiner Freunde. - Leipzig : Vogel, ca. 1852. Digitalisierte Ausgabe
- In: Reumont, Alfred von/ White, Charles (Hrsg.). Ruins of the Rhine, their times and traditions. - Aix-La Chapelle: Kohnen, 1838. Digitalisierte Ausgabe
- In: Reumont, Alfred von. Sagas légendes des bords du Rhin : orné de 8 gravures sur acier. - Aix-la-Chapelle: Kohnen, 1838. Digitalisierte Ausgabe
- In: Kugler, Franz. Skizzenbuch. - Berlin : Reimer, 1830. Digitalisierte Ausgabe